# Dow Tennis Classic 2021
Il Dow Tennis Classic 2021 è un torneo femminile di tennis giocato sul cemento indoor. È la 28ª edizione del torneo, la prima che fa parte della categoria WTA 125 nell'ambito del WTA Challenger Tour 2021. Si gioca al Midland Community Tennis Center di Midland negli Stati Uniti d'America dal 1° al 7 novembre 2021.

## Partecipanti al singolare

### Teste di serie
| Nazionalità | Giocatrice      | Ranking* | Testa di serie |
| ----------- | --------------- | -------- | -------------- |
| Stati Uniti | Madison Brengle | 70       | 1              |
| Giappone    | Misaki Doi      | 107      | 2              |
| Australia   | Maddison Inglis | 128      | 3              |
| Regno Unito | Harriet Dart    | 136      | 4              |
| Stati Uniti | Caty McNally    | 144      | 5              |
| Polonia     | Katarzyna Kawa  | 159      | 6              |
| Australia   | Lizette Cabrera | 163      | 7              |
| Stati Uniti | Hailey Baptiste | 166      | 8              |

* Ranking al 25 ottobre 2021.

### Altre partecipanti
Le seguenti giocatrici hanno ricevuto una wild card per il tabellone principale:
- Reese Brantmeier
- Elvina Kalieva
- Ashlyn Krueger
- Katrina Scott

Le seguenti giocatrici sono entrate in tabellone con il ranking protetto:
- Han Na-lae
- Lu Jiajing

Le seguenti giocatrici sono passate dalle qualificazioni:
- Ellie Douglas
- Alexa Glatch
- Catherine Harrison
- Dalayna Hewitt

### Ritiri
Prima del torneo
- Amanda Anisimova → sostituita da  Robin Anderson
- Lauren Davis → sostituita da  Marcela Zacarías
- Vol'ha Havarcova → sostituita da  Asia Muhammad
- Valentini Grammatikopoulou → sostituita da  Tatjana Maria
- Priscilla Hon → sostituita da  Francesca Di Lorenzo
- Nao Hibino → sostituita da  Conny Perrin
- Ann Li → sostituita da  Whitney Osuigwe
- Claire Liu → sostituita da  Alycia Parks
- Coco Vandeweghe → sostituita da  Han Na-lae

## Partecipanti al doppio

### Teste di serie
| Nazione     | Giocatrice         | Nazione     | Giocatrice         | Rank1 | Seed |
| ----------- | ------------------ | ----------- | ------------------ | ----- | ---- |
| Stati Uniti | Catherine Harrison | Stati Uniti | Sabrina Santamaria | 171   | 1    |
| Regno Unito | Harriet Dart       | Stati Uniti | Asia Muhammad      | 242   | 2    |
| Thailandia  | Peangtarn Plipuech | Indonesia   | Aldila Sutjiadi    | 277   | 3    |
| Polonia     | Katarzyna Kawa     | Svizzera    | Conny Perrin       | 299   | 4    |

* Ranking al 25 ottobre 2021.

## Campionesse

### Singolare
Madison Brengle ha sconfitto in finale  Robin Anderson con il punteggio di 6–2, 6–4.

### Doppio
Harriet Dart /  Asia Muhammad hanno sconfitto in finale  Peangtarn Plipuech /  Aldila Sutjiadi con il punteggio di 6–3, 2–6, [10–7].